# Doris Klee
Doris Klee (* 23. März 1955 als Doris Fichtner in Würzburg) ist eine deutsche Chemikerin mit einem Forschungsschwerpunkt auf der Grenzflächenverträglichkeit von Biomaterialoberflächen.

## Biografie
Klee studierte ab 1973 Chemie an der RWTH Aachen und schloss im Januar 1980 mit dem Diplom ab. Ihre Promotion unter dem Titel „Neue Methoden zur Bewertung bewetterter Wollen“ zur Dr. rer. nat. erlangte sie 1983 am Deutschen Wollforschungsinstitut (heute DWI – Leibniz-Institut für Interaktive Materialien e. V.) der RWTH Aachen. Im Jahr 1997 erfolgte ihre Habilitation zum Thema „Verbesserung der Grenzflächenverträglichkeit von Polymeren für den Biomaterialeinsatz“ am Lehrstuhl für Textilchemie und Makromolekulare Chemie der RWTH und die Erlangung der Lehrberechtigung für Makromolekulare Chemie der RWTH. 2004 wurde sie dort außerplanmäßige Professorin.
Ab 1986 übernahm Klee den Aufbau und die Leitung der Abteilung Biomaterialien am Lehrstuhl Textilchemie und Makromolekulare Chemie. Von 1986 bis 1990 baute sie ein polymerchemisches Labor am Institut für Pathologie der RWTH Aachen auf. Ab 1997 oblag ihr die Zentralkoordination des Kompetenzzentrums für Biowerkstoffe Aachen (bwA). Seit 1998 ist sie Mitglied im Aufsichtsrat und seit 2010 Aufsichtsratsvorsitzende des Aachen Center of Technologytransfer in Ophthalmology (ACTO e. V.), ein medizinisches An-Institut der RWTH Aachen.
Klee war von März 2010 bis Oktober 2011 Zentrale Gleichstellungsbeauftragte der RWTH Aachen. Von 2011 bis 2021 war sie Prorektorin für Personal und wissenschaftlichen Nachwuchs und Berufungsbeauftragte.
In der Julius-Maximilians-Universität Würzburg ist Klee seit 2012 Mitglied im externen wissenschaftlichen Beirat des Interdisziplinären Zentrums für Klinische Forschung (IZKF) und wurde 2024 zu dessen stellvertretender Sprecherin gewählt. Für die Conference of European Schools for Advanced Engineering and Research (CESAER), einem Zusammenschluss von mehr als fünfzig technisch orientierten europäischen Universitäten, hat Klee 2018 den Vorsitz übernommen. Sie war 2013 bis 2020 Vorstandsmitglied der Fachgruppe Makromolekulare Chemie der Gesellschaft Deutscher Chemiker (GDCh). Von 2018 bis 2022 engagierte sie sich als Kommissionsmitglied der GDCh-Kommission Chancengleichheit in der Chemie.
Von 2015 bis 2021 war Klee stellvertretendes Mitglied der Medienkommission der Landesanstalt für Medien Nordrhein-Westfalen. Im Jahr 2021 wurde sie Mitglied des WDR-Rundfunkrats. In diesen Rundfunkrat wurde sie von der Landesrektorenkonferenz der Universitäten in NRW e. V. und der Landesrektor_innenkonferenz der Hochschulen für Angewandte Wissenschaften e. V. entsendet.
Doris Klee ist verheiratet mit einem selbstständigen Ingenieur und hat einen Sohn.

## Forschung
Die Forschungsschwerpunkte von Doris Klee liegen in der Verbesserung der Grenzflächenverträglichkeit von Biomaterialoberflächen und der Entwicklung sogenannter Wirkstofffreisetzungssysteme. Sie leistete entscheidende Entwicklungsarbeit bei einer patentierten Hornhautprothese. Im Jahr 2007 erhielt sie den Innovationspreis für ein „Implantat für kleine Röhrenknochen sowie Verfahren zur Behandlung von Röhrenknochenfrakturen“ im Innovationswettbewerb Förderung der Medizintechnik.

## Veröffentlichungen (Auswahl)
- Neue Methoden zur Bewertung bewetterter Wollen (Dissertation, als Doris Fichtner), 1982
- mit G. C. Eastmond, H. Höcker (Hrsg.): Biomedical Applications Polymer Blends, Springer Berlin, Heidelberg, 1999. ISBN 978-3-540-65933-4